# Messier 77
Messier 77 sau M77 este o galaxie.

## Legături externe
- Messier 77 la WikiSky: DSS2, SDSS, GALEX, IRAS, Hydrogen α, X-Ray, Astrophoto, Sky Map, Articole și imagini
- "StarDate: M77 Fact Sheet"
- Spiral Galaxy M77 @ SEDS Messier pages
- VLBA image of the month: radio continuum and water masers of NGC 1068
- Press release about VLTI observations of NGC 1068 Arhivat în 6 martie 2005, la Wayback Machine.
- ESO:Dazzling Spiral with an Active Heart incl. Potos & Animation
- Gray, Meghan; Hardy, Liam. „M77 – Globular Cluster”. Deep Space Videos. Brady Haran.